# Almira Hart Lincoln Phelps
Almira Hart Lincoln Phelps, de soltera Hart (15 de julio de 1793 – 15 de julio de 1884), fue una educadora y autora estadounidense del siglo xix. Phelps publicó varios libros de texto de divulgación científica en los campos de la botánica, la química y la geología.

## Vida
Nació el 15 de julio de 1793 en Berlin (Connecticut). Fue la menor de su familia, creciendo en medio intelectual y religioso, aunque librepensador. Una de las mayores inspiraciones de su vida fue su hermana mayor, Emma Hart Willard. Mientras vivió con su hermana, fue también alumna de John Willard y tres de sus compañeros, quienes también habitaban en la residencia de los Willard. Almira estudió matemáticas y filosofía.
A los 16 años, Almira Hart empezó su magisterio en escuelas locales. Más tarde continuó con su propia educación. En 1814, abrió su primer internado para chicas en su casa de Berlín; y dos años más tarde fue directora de una escuela en Sandy Hill (Nueva York).
En 1817, Almira Hart se casó con Simeon Lincoln y abandonó su carrera durante seis años para dedicarse a ser ama de casa y criar a sus tres hijos. Después de la temprana muerte de su marido en 1823,  regresó al mundo de la educación bajo el nombre de Almira Hart Lincoln. Se convirtió en profesora y subdirectora del reputado Troy Female Seminary. Mientras trabajaba en el seminario, su interés por la ciencia fue en aumento, y empezó su carrera botánica bajo la influencia de Amos Eaton. Mientras estuvo bajo la dirección de Eaton, descubrió tanto su pasión por la botánica como& la carencia de libros de texto introductorios para la enseñanza secundaria y preuniversitaria. Esto animó a Almira a escribir y publicar su primer y más famoso libro de texto en 1829, Conferencias Familiares sobre Botánica.
En 1830, en ausencia de su hermana, Almira Hart Lincoln ejerció como directora del Seminario Femenino de Troy y dio una serie de conferencias relacionadas con la educación femenina que más tarde se convertirían en su segundo libro, Conferencias para señoritas. En 1831 se casó por segunda vez, con John Phelps, un abogado y político de Vermont. Tomando el nombre de Almira Hart Lincoln Phelps, abandonó una vez más su carrera para criar una segunda familia. Mientras tanto, continuó escribiendo nuevos libros de texto sobre química, filosofía natural y educación.
Con cada nueva publicación y sus ininterrumpidas conferencias didácticas, la fama de Almira Phelps creció, estando muy solicitada para dirigir muchos seminarios femeninos. En 1838, aceptó el reto de trasladarse a West Chester (Pensilvania) para ser jefa de su seminario. Se quedó allí un año, mudándose después a Rahway (Nueva Jersey), durante dos años. Finalmente, Almira Phelps se asentaría en Ellicott Mills (Maryland) en 1841, donde aceptó el puesto de directora del Patapsco Female Institute, posición que mantuvo durante quince años, hasta su jubilación en 1856. El Instituto impartía cursos académicos de historia, geografía, literatura, lenguas, matemática, ciencias y artes.
En 1859, Almira Phelps fue la tercera mujer elegida miembro de la Asociación Estadounidense para el Avance de la Ciencia. Después de obtener su afiliación, Almira Phelps continuó escribiendo, dando conferencias, y revisando sus libros de texto hasta su muerte en Baltimore el día su 91.º cumpleaños, el 15 de julio de 1884.